# فینال‌های ان‌بی‌ای ۱۹۹۰
فینال‌های ان‌بی‌ای ۱۹۹۰ مرحلهٔ قهرمانی رقابت‌های اتحادیهٔ ملی بسکتبال (ان‌بی‌ای) در فصل ۹۰–۱۹۸۹ و دور پایانی بازی‌های حذفی این فصل می‌باشد. دیترویت پیستونز قهرمان کنفرانس شرق در برابر پورتلند تریل بلیزرز قهرمان کنفرانس غرب قرار گرفت و در سری بهترین از هفت تیم پیستونز توانست با حساب چهار بر یک به پیروزی برسد و عنوان قهرمانی این فصل از مسابقات را به دست بیاورد. این نخستین سری فینال از فینال‌های ان‌بی‌ای ۱۹۷۹ بود که بدون حضور بوستون سلتیکس یا لس آنجلس لیکرز به انجام رسید و همچنین یکی از دو سری پایانی در دههٔ ۱۹۹۰ بود (دیگری فینال‌های ان‌بی‌ای ۱۹۹۹) که با قهرمانی شیکاگو بولز یا هیوستون راکتس همراه نبود.
پیستونز با این قهرمانی، سومین تیم تاریخ NBA شد که توانسته از قهرمانی خود دفاع کند و در دو سال پیاپی به این عنوان دست یابد. پیشتر بوستون و لیکرز موفق به انجام این کار شده بودند.

## پیش‌زمینه

### مسیر فینال
| #  | کنفرانس غرب           | کنفرانس غرب | کنفرانس غرب | کنفرانس غرب | کنفرانس غرب   |
| #  | تیم                   | برد         | باخت        | درصد برد    | بازی‌های پشت‌سر |
| -- | --------------------- | ----------- | ----------- | ----------- | ------------- |
| ۱  | z-لس آنجلس لیکرز      | ۶۳          | ۱۹          | ۰٫۷۶۸       | –             |
| ۲  | y-سن آنتونیو اسپرز    | ۵۶          | ۲۶          | ۰٫۶۸۳       | ۷             |
| ۳  | x-پورتلند تریل بلیزرز | ۵۹          | ۲۳          | ۰٫۷۲۰       | ۴             |
| ۴  | x-یوتا جاز            | ۵۵          | ۲۷          | ۰٫۶۷۱       | ۸             |
| ۵  | x-فینیکس سانز         | ۵۴          | ۲۸          | ۰٫۶۵۹       | ۹             |
| ۶  | x-دالاس ماوریکس       | ۴۷          | ۳۵          | ۰٫۵۷۳       | ۱۶            |
| ۷  | x-دنور ناگتس          | ۴۳          | ۳۹          | ۰٫۵۲۴       | ۲۰            |
| ۸  | x-هیوستون راکتس       | ۴۱          | ۴۱          | ۰٫۵۰۰       | ۲۲            |
|    |                       |             |             |             |               |
| ۹  | سیاتل سوپرسانیکس      | ۴۱          | ۴۱          | ۰٫۵۰۰       | ۲۲            |
| ۱۰ | گلدن استیت واریرز     | ۳۷          | ۴۵          | ۰٫۴۵۱       | ۲۶            |
| ۱۱ | لس آنجلس کلیپرز       | ۳۰          | ۵۲          | ۰٫۳۶۶       | ۳۳            |
| ۱۲ | ساکرامنتو کینگز       | ۲۳          | ۵۹          | ۰٫۲۸۰       | ۴۰            |
| ۱۳ | مینه‌سوتا تیمبرولوز    | ۲۲          | ۶۰          | ۰٫۲۶۸       | ۴۱            |
| ۱۴ | شارروت هورنتس         | ۱۹          | ۶۳          | ۰٫۲۳۲       | ۴۴            |

| #  | کنفرانس شرق             | کنفرانس شرق | کنفرانس شرق | کنفرانس شرق | کنفرانس شرق   |
| #  | تیم                     | برد         | باخت        | درصد برد    | بازی‌های پشت‌سر |
| -- | ----------------------- | ----------- | ----------- | ----------- | ------------- |
| ۱  | c-دیترویت پیستونز       | ۵۹          | ۲۳          | ۰٫۷۲۰       | –             |
| ۲  | y-فیلادلفیا سونتی‌سیکسرز | ۵۳          | ۲۹          | ۰٫۶۴۶       | ۶             |
| ۳  | x-شیکاگو بولز           | ۵۵          | ۲۷          | ۰٫۶۷۱       | ۴             |
| ۴  | x-بوستون سلتیکس         | ۵۲          | ۳۰          | ۰٫۶۳۴       | ۷             |
| ۵  | x-نیویورک نیکس          | ۴۵          | ۳۷          | ۰٫۵۴۹       | ۱۴            |
| ۶  | x-میلواکی باکس          | ۴۴          | ۳۸          | ۰٫۵۳۷       | ۱۵            |
| ۷  | x-کلیولند کاوالیرز      | ۴۲          | ۴۰          | ۰٫۵۱۲       | ۱۷            |
| ۸  | x-ایندیانا پیسرز        | ۴۲          | ۴۰          | ۰٫۵۱۲       | ۱۷            |
|    |                         |             |             |             |               |
| ۹  | آتلانتا هاوکس           | ۴۱          | ۴۱          | ۰٫۵۰۰       | ۱۸            |
| ۱۰ | واشینگتن بولتز          | ۳۱          | ۵۱          | ۰٫۳۷۸       | ۲۸            |
| ۱۱ | میامی هیت               | ۱۸          | ۶۴          | ۰٫۲۲۰       | ۴۱            |
| ۱۲ | اورلندو مجیک            | ۱۸          | ۶۴          | ۰٫۲۲۰       | ۴۱            |
| ۱۳ | نیوجرسی نتس             | ۱۷          | ۶۵          | ۰٫۲۰۷       | ۴۲            |

### سری‌های فصل عادی
دو تیم دو بار در فصل عادی با هم دیدار کردند، هرکدام یک پیروزی خانگی کسب کردند:
| ۲۶ نوامبر ۱۹۸۹ |

|  |

| دیترویت پیستونز ۸۲, پورتلند تریل بلیزرز ۱۰۲ |

| ۱۳ ژانویه ۱۹۹۰ |

|  |

| پورتلند تریل بلیزرز ۱۰۶, دیترویت پیستونز ۱۱۱ |

## خلاصه سری
| بازی   | تاریخ            | تیم مهمان           | نتیجه                     | تیم میزبان          |
| ------ | ---------------- | ------------------- | ------------------------- | ------------------- |
| بازی ۱ | یکشنبه، ۵ ژوئن   | پورتلند تریل بلیزرز | ۹۹–۱۰۵ (۰–۱)              | دیترویت پیستونز     |
| بازی ۲ | سه‌شنبه، ۷ ژوئن   | پورتلند تریل بلیزرز | ۱۰۶–۱۰۵ (وقت اضافه) (۱–۱) | دیترویت پیستونز     |
| بازی ۳ | یکشنبه، ۱۰ ژوئن  | دیترویت پیستونز     | ۱۲۱–۱۰۶ (۲–۱)             | پورتلند تریل بلیزرز |
| بازی ۴ | سه‌شنبه، ۱۲ ژوئن  | دیترویت پیستونز     | ۱۱۲–۱۰۹ (۳–۱)             | پورتلند تریل بلیزرز |
| بازی ۵ | پنج‌شنبه، ۱۴ ژوئن | دیترویت پیستونز     | ۹۲–۹۰ (۴–۱)               | پورتلند تریل بلیزرز |

### بازی ۱
| ۵ ژوئن 9:00 pm EDT |

|  |

| پورتلند تریل بلیزرز ۹۹, دیترویت پیستونز ۱۰۵                           |  |                                                                      |
| امتیاز بر پایه وقت: ۳۳–۲۴, ۱۹–۲۳, ۲۸–۲۹, ۱۹–۲۹                        |  |                                                                      |
| امتیاز: کلاید درکسلر ۲۱ ریباند: Buck Williams ۱۲ پاس : Terry Porter ۸ |  | امتیاز: آیزیاه توماس ۳۳ ریباند: Bill Laimbeer ۱۵ پاس: آیزیاه توماس ۶ |
| دیترویت پیشتاز سری، ۱–۰                                               |  |                                                                      |

### بازی ۲
| ۷ ژوئن 9:00 pm EDT |

|  |

| پورتلند تریل بلیزرز ۱۰۶, دیترویت پیستونز ۱۰۵ (وقت اضافه)               |  |                                                                                |
| امتیاز بر پایه وقت: ۲۳–۳۰, ۳۰–۱۵, ۲۲–۲۴, ۱۹–۲۵, وقت اضافه: ۱۲–۱۱       |  |                                                                                |
| امتیاز: کلاید درکسلر ۳۳ ریباند: Buck Williams ۱۲ پاس : Terry Porter ۱۰ |  | امتیاز: جیم ادواردز، Laimbeer ۲۶ ریباند: Bill Laimbeer ۱۱ پاس: آیزیاه توماس ۱۱ |
| سری برابر، ۱–۱                                                         |  |                                                                                |

### بازی ۳
| ۱۰ ژوئن 3:30 pm EDT |

|  |

| دیترویت پیستونز ۱۲۱, پورتلند تریل بلیزرز ۱۰۶                       |  |                                                                      |
| امتیاز بر پایه وقت: ۳۱–۲۷, ۲۷–۲۴, ۳۲–۳۱, ۳۱–۲۴                     |  |                                                                      |
| امتیاز: جو دومارس ۳۳ ریباند: Bill Laimbeer ۱۲ پاس : آیزیاه توماس ۸ |  | امتیاز: Jerome Kersey ۲۷ ریباند: کلاید درکسلر ۱۳ پاس: Terry Porter ۹ |
| دیترویت پیشتاز سری، ۲–۱                                            |  |                                                                      |

### بازی ۴
| ۱۲ ژوئن 9:00 pm EDT |

|  |

| دیترویت پیستونز ۱۱۲, پورتلند تریل بلیزرز ۱۰۹                          |  |                                                                                  |
| امتیاز بر پایه وقت: ۲۲–۳۲, ۲۹–۱۴, ۳۲–۲۷, ۲۹–۳۶                        |  |                                                                                  |
| امتیاز: آیزیاه توماس ۳۲ ریباند: Bill Laimbeer ۱۲ پاس : آیزیاه توماس ۵ |  | امتیاز: کلاید درکسلر ۳۴ ریباند: کلاید درکسلر، Kersey همگی ۸ پاس: کلاید درکسلر ۱۰ |
| دیترویت پیشتاز سری، ۳–۱                                               |  |                                                                                  |

### بازی ۵
| ۱۴ ژوئن 9:00 pm EDT |

|  |

| دیترویت پیستونز ۹۲, پورتلند تریل بلیزرز ۹۰                         |  |                                                                               |
| امتیاز بر پایه وقت: ۲۶–۲۲, ۲۰–۲۰, ۱۹–۲۷, ۲۷–۲۱                     |  |                                                                               |
| امتیاز: آیزیاه توماس ۲۹ ریباند: Bill Laimbeer ۱۷ پاس : جو دومارس ۷ |  | امتیاز: Duckworth, Porter 21 each ریباند: Jerome Kersey ۹ پاس: Terry Porter ۹ |
| دیترویت برندهٔ سری، ۴–۱                                             |  |                                                                               |

## آمارهای بازیکنان
دیترویت پیستونز
| بازیکن           | GP | GS | MPG  | FG%   | 3FG%  | FT%   | RPG  | APG | SPG | BPG | PPG  |
| ---------------- | -- | -- | ---- | ----- | ----- | ----- | ---- | --- | --- | --- | ---- |
| Mark Aguirre     | ۵  | ۳  | ۲۴٫۰ | ۰٫۳۳۳ | ۰٫۵۰۰ | ۰٫۶۶۷ | ۳٫۶  | ۰٫۸ | ۰٫۴ | ۰٫۰ | ۹٫۶  |
| Joe Dumars       | ۵  | ۵  | ۴۲٫۰ | ۰٫۴۱۵ | ۰٫۲۸۶ | ۰٫۸۹۲ | ۲٫۸  | ۵٫۶ | ۰٫۸ | ۰٫۰ | ۲۰٫۶ |
| James Edwards    | ۵  | ۵  | ۲۷٫۶ | ۰٫۴۴۶ | ۰٫۰۰۰ | ۰٫۵۶۰ | ۳٫۸  | ۰٫۸ | ۰٫۴ | ۰٫۶ | ۱۴٫۴ |
| Dave Greenwood   | ۳  | ۰  | ۱۱٫۰ | ۰٫۳۳۳ | ۰٫۰۰۰ | ۰٫۵۰۰ | ۳٫۰  | ۰٫۰ | ۰٫۳ | ۰٫۰ | ۱٫۰  |
| Scott Hastings   | ۲  | ۰  | ۲٫۰  | ۰٫۰۰۰ | ۰٫۰۰۰ | ۰٫۰۰۰ | ۰٫۰  | ۰٫۰ | ۰٫۰ | ۰٫۰ | ۰٫۰  |
| Gerald Henderson | ۲  | ۰  | ۱٫۰  | ۱٫۰۰۰ | ۰٫۰۰۰ | ۰٫۰۰۰ | ۰٫۰  | ۰٫۰ | ۰٫۰ | ۰٫۰ | ۱٫۰  |
| Vinnie Johnson   | ۵  | ۰  | ۲۲٫۶ | ۰٫۵۴۳ | ۰٫۰۰۰ | ۰٫۷۸۶ | ۲٫۰  | ۱٫۲ | ۰٫۲ | ۰٫۶ | ۱۲٫۲ |
| Bill Laimbeer    | ۵  | ۵  | ۳۸٫۲ | ۰٫۴۴۴ | ۰٫۳۶۴ | ۱٫۰۰۰ | ۱۳٫۴ | ۲٫۴ | ۱٫۴ | ۰٫۶ | ۱۳٫۲ |
| Dennis Rodman    | ۴  | ۲  | ۱۹٫۸ | ۰٫۴۴۴ | ۰٫۰۰۰ | ۰٫۲۵۰ | ۵٫۵  | ۰٫۸ | ۰٫۵ | ۰٫۵ | ۲٫۳  |
| John Salley      | ۵  | ۰  | ۲۸٫۶ | ۰٫۳۷۵ | ۰٫۰۰۰ | ۰٫۶۹۲ | ۶٫۴  | ۰٫۴ | ۰٫۲ | ۲٫۴ | ۶٫۶  |
| Isiah Thomas     | ۵  | ۵  | ۳۸٫۴ | ۰٫۵۴۲ | ۰٫۶۸۸ | ۰٫۷۴۲ | ۵٫۲  | ۷٫۰ | ۱٫۶ | ۰٫۴ | ۲۷٫۶ |

پورتلند تریل بلیزرز
| بازیکن            | GP | GS | MPG  | FG%   | 3FG%  | FT%   | RPG | APG | SPG | BPG | PPG  |
| ----------------- | -- | -- | ---- | ----- | ----- | ----- | --- | --- | --- | --- | ---- |
| Mark Bryant       | ۲  | ۰  | ۴٫۵  | ۰٫۰۰۰ | ۰٫۰۰۰ | ۰٫۵۰۰ | ۱٫۰ | ۰٫۰ | ۰٫۰ | ۰٫۰ | ۰٫۵  |
| Wayne Cooper      | ۵  | ۰  | ۱۴٫۰ | ۰٫۳۳۳ | ۰٫۰۰۰ | ۰٫۲۵۰ | ۴٫۰ | ۰٫۲ | ۰٫۴ | ۰٫۸ | ۱٫۸  |
| Clyde Drexler     | ۵  | ۵  | ۴۰٫۸ | ۰٫۵۴۳ | ۰٫۱۶۷ | ۰٫۷۵۷ | ۷٫۸ | ۶٫۲ | ۱٫۸ | ۰٫۲ | ۲۶٫۴ |
| Kevin Duckworth   | ۵  | ۵  | ۲۹٫۸ | ۰٫۵۲۳ | ۰٫۰۰۰ | ۰٫۶۶۷ | ۵٫۶ | ۰٫۰ | ۰٫۲ | ۰٫۴ | ۱۵٫۶ |
| Jerome Kersey     | ۵  | ۵  | ۴۱٫۲ | ۰٫۴۷۳ | ۰٫۰۰۰ | ۰٫۷۸۱ | ۷٫۰ | ۱٫۲ | ۰٫۶ | ۰٫۶ | ۱۹٫۰ |
| Dražen Petrović   | ۴  | ۰  | ۷٫۳  | ۰٫۳۵۷ | ۰٫۰۰۰ | ۰٫۰۰۰ | ۰٫۳ | ۰٫۵ | ۰٫۳ | ۰٫۰ | ۲٫۵  |
| Terry Porter      | ۵  | ۵  | ۴۱٫۲ | ۰٫۳۹۳ | ۰٫۲۸۰ | ۰٫۸۸۹ | ۲٫۶ | ۸٫۴ | ۲٫۰ | ۰٫۲ | ۱۹٫۰ |
| Clifford Robinson | ۵  | ۰  | ۱۶٫۴ | ۰٫۲۵۰ | ۰٫۰۰۰ | ۰٫۵۰۰ | ۲٫۴ | ۰٫۸ | ۰٫۸ | ۰٫۸ | ۳٫۸  |
| Buck Williams     | ۵  | ۵  | ۳۸٫۴ | ۰٫۴۶۵ | ۰٫۰۰۰ | ۰٫۶۴۰ | ۹٫۰ | ۱٫۸ | ۰٫۶ | ۰٫۲ | ۱۱٫۲ |
| Danny Young       | ۵  | ۰  | ۱۵٫۶ | ۰٫۴۰۰ | ۰٫۳۳۳ | ۰٫۳۳۳ | ۱٫۴ | ۱٫۶ | ۰٫۶ | ۰٫۲ | ۳٫۰  |